# Campanula griffinii
Campanula griffinii là loài thực vật có hoa trong họ Hoa chuông. Loài này được Morin mô tả khoa học đầu tiên năm 1980.